# Sklerometar
Sklerometar, odskočni čekić ili Schmidtov čekić je metoda koju je razradio švicarski inženjer Ernst Schmidt i koja se već uvelike primijenjuje, a određena je u njemačkoj normi (DIN 4240), a nalazi se i u hrvatskim normama (HRN U. M1.048.), za naknadno određivanje kvalitete betona. Odskočni čekić ili sklerometar "Schmidt" koristi se za određivanje kakvoće betona i drugih građevinskih kompozitnih materijala. Njegovom uporabom ne dolazi do razaranja ispitivanom materijala.
Sklerometar mjeri tvrdoću morta koja izravno ovisi o kompresivnoj (tlačnoj) snazi materijala koji se ispituje. Samo mjerenje i ispitivanje zasniva se na principu "odskoka" pri udaru elastične mase na neku ravnu površinu. Kod mjerenja os sklerometra mora biti okomito usmjerena na površinu ispitivanog betona, jer svako odstupanje od okomitosti ima utjecaja na "odskočni broj". Ta je pojava posljedica gravitacijske sile na masu čekića. Zbog toga će odskočni broj biti manji kada se ispituje čvrstoća gornje površine neke ploče u odnosu na donju površinu.
Ispitivanjem sklerometrom određuje se tvrdoća betonske površine, pa da bi se odskočni broj primijenio za procjenu kakvoće betona i njegove čvrstoće, potrebno je da "odskočni broj" na svim ispitivanim mjestima dostiže vrijednost za koje je utvrđena i odgovarajuća čvrstoća. Ova mjerenja pomažu da se procijeni je li tijekom procesa hidratacije cementa u betonu bilo poremećaja, zbog kojih je očvršćavanje ometano i nije postignut dovoljan stupanj stvrdnjavanja (djelovanje niskih temperatura, odnosno leda), te da se ocijeni može li se spustiti skela i konstrukcija predati u uporabu. Ovaj način ispitivanja je veoma koristan i zbog toga što daje sliku o ujednačenosti ili neujednačenosti kakvoće betona u čitavoj
konstrukciji kao cjelini ili njenim pojedinim dijelovima. Stvarna čvrstoća betona s kojom se uspoređuju dobiveni rezultati mora biti određena standardnom metodom. Primjena sklerometra omogućuje da se s relativno visokom točnošću odredi tlačna čvrstoća betona. Relacija koja je ovdje aktualna svodi se na to da većoj vrijednosti odskoka odgovara veća površinska tvrdoća, a njoj opet veća čvrstoća i obrnuto. 
Sklerometar se koristi tako da se čekić aparata okomito prisloni na površinu ispitivanog betona i pritiskom ruke na suprotnoj strani aparata izvrši aktiviranje zbijene opruge koja daje potisnu silu udarnoj masi, koja djelovanjem opruge udara u udarni čekić i odskače na suprotnu stranu. Ovaj odskok se "fiksira", zaustavi pomoću jahača na skali, koji se nalazi na vanjskoj strani uređaja. Na osnovu registriranog odskoka na skali i umjernih dijagrama prikazanih na samom uređaju, kao ovisnost čvrstoće (MPa), o visini odskoka h (mm), odredi se vrijednost čvrstoće betona.
Veličina odskoka, koja se očitava pomoću jahača, koji se kreće duž skale, je uvjetna arbitralna veličina, koja ovisi i o tvrdoći ispitivanog betona i potisnoj energiji opruge (starost, te zamor opruge, njena jačina) i o veličini pokretne mase. Zbog toga za ispravno korištenje sklerometra, isti se mora povremeno umjeravati.